# Skogsindustrihuset

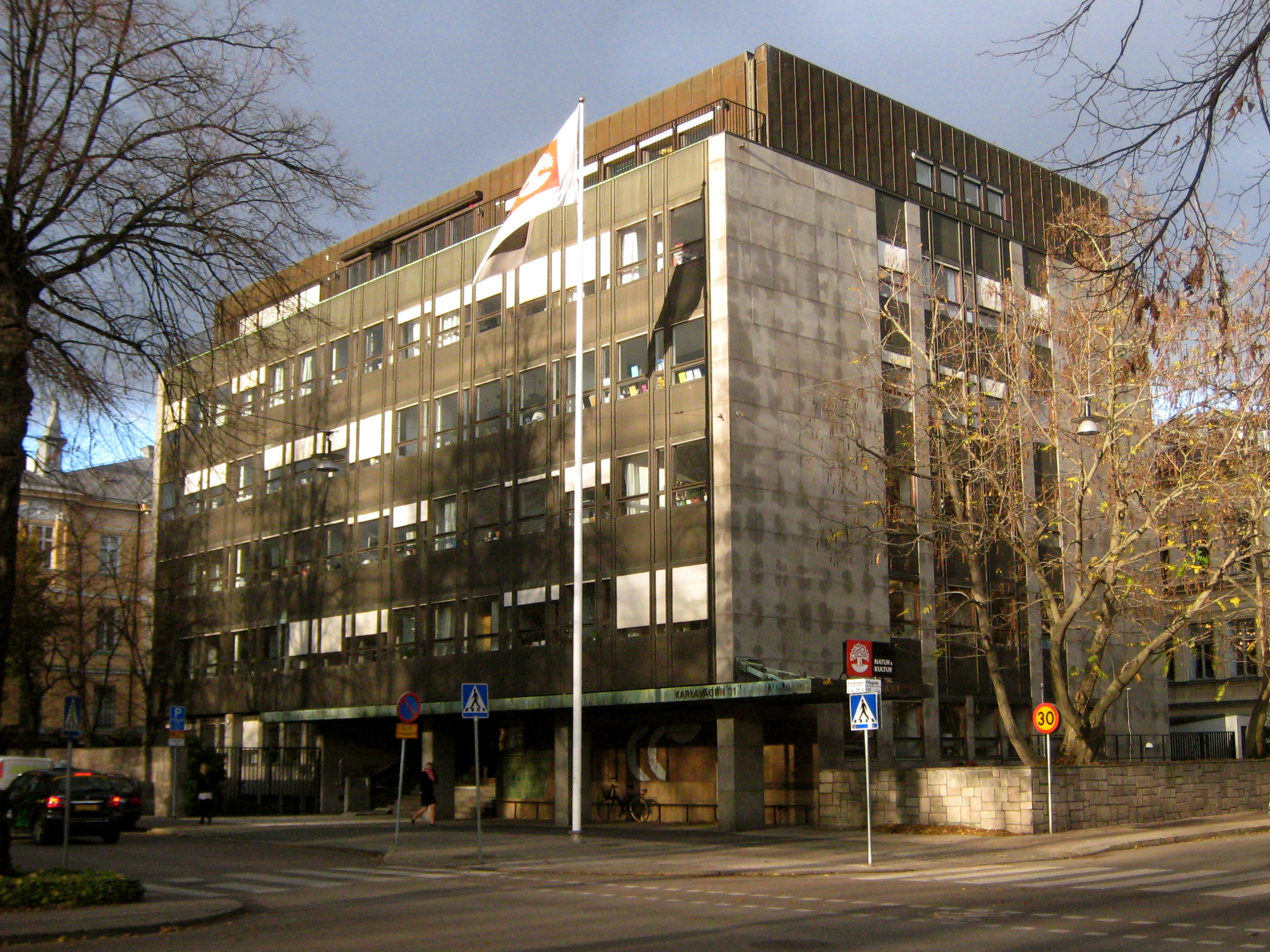
Fastigheten hösten 2009.

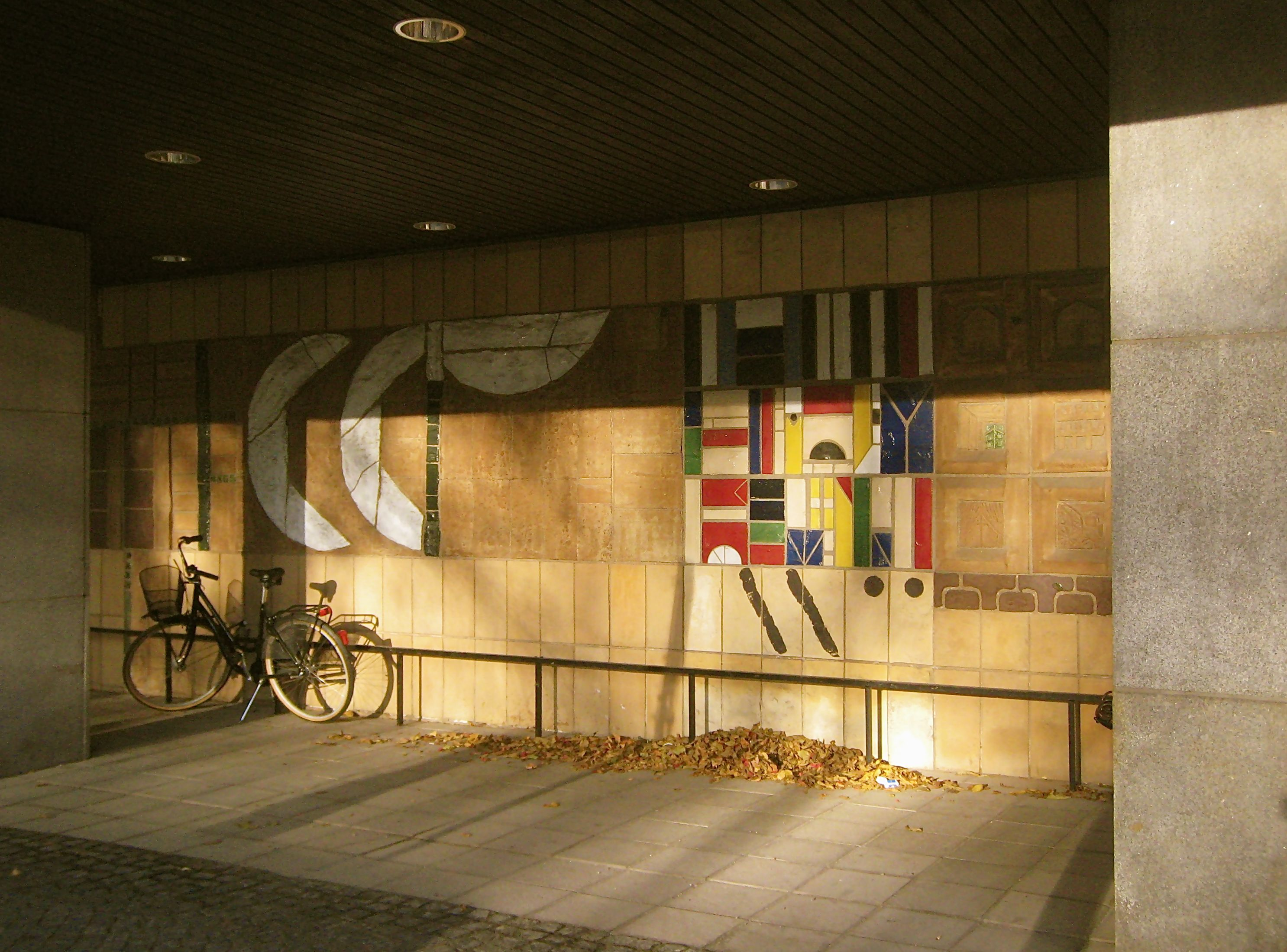
Utsmyckningen på bottenvåningen.

Skogsindustrihuset är en byggnad i hörnet Villagatan 1 och Karlavägen 31 på Östermalm i Stockholm. Byggnaden uppfördes 1958-1961 efter ritningar av Sven Markelius.
År 1958 blev arkitekt Sven Markelius engagerad av Skogsindustriföreningen tillsammans med bland annat Svenska Cellulosaföreningen och Svenska Trävaruexportföreningen att rita ett gemensamt industrihus på Östermalm i Stockholm. Byggnaden är sex våningar hög med en indragen takvåning. Stommen består av pelare i armerad betong, och fasadmaterialet av sågat granit som är sammanfogat med bronsprofiler. Även fönsterbröstningarna utfördes i brons, fönsterkarmar och -bågar är tillverkade av teak. Husets fönster utrustades med solavskärmare som kunde rullas upp med en sorts hissanordning, som Markelius själv hade utvecklat kring 1940. 
Skogsindustrihuset skulle inte bara innehålla kontorsrum för de berörda företagen utan även kongressal, representationslokaler, personalmatsal och sällskapsrum. Dessa förlades högst upp i en indragen takvåning med takterrass.  Invändigt syns företagens anknytning till trä, som i konferenssalarna, där långväggarna är klädda med trä, olika för varje våning. Bottenvåningen är delvis indragen och entrén smyckas av en keramikrelief som skapades av Signe Persson-Melin tillsammans med Anders Liljefors.
Numera har bokförlaget Natur & Kultur sina lokaler i byggnaden.